# Заозерье (Журавичский сельсовет)
 Заозерье (бел. Заазер'е) — посёлок в Журавичском сельсовете Рогачёвского района Гомельской области Беларуси.

## География

### Расположение
В 46 км на северо-восток от районного центра и железнодорожной станции Рогачёв (на линии Могилёв — Жлобин), 104 км от Гомеля.

### Гидрография
На восточной окраине безымянная река (приток реки Гутлянка).

## Транспортная сеть
Транспортные связи по просёлочной, затем автомобильной дороге Довск — Славгород). Планировка состоит из короткой криволинейной улицы, близкой к меридиональной ориентации и застроенной двусторонне, неплотно деревянными домами усадебного типа.

## История
Основан в начале 1920-х годов переселенцами из соседних деревень на бывших помещичьих землях. В 1931 году жители вступили в колхоз. Во время Великой Отечественной войны погибли 4 жителей. Согласно переписи 1959 года в составе колхоза «XVII партсъезд» (центр — деревня Великая Крушиновка).

## Население

### Численность
- 2004 год — 18 хозяйств, 45 жителей.

### Динамика
- 1959 год — 140 жителей (согласно переписи).
- 2004 год — 18 хозяйств, 45 жителей.